# Caridosuctor populosum
Caridosuctor populosum Lund and Lund, 1984 è un pesce estinto, imparentato con gli odierni celacanti (Latimeria). Visse nel Carbonifero medio (circa 320 milioni di anni fa) e i suoi resti sono stati ritrovati in Nordamerica, nel famoso giacimento di Bear Gulch (Montana).

## Descrizione
Il corpo di questo pesce, lungo circa 20 centimetri, era molto simile a quello degli odierni celacanti ed era completamente ricoperto da sottili scaglie arrotondate che si sovrapponevano fra loro. Il corpo era allungato e robusto, mentre le pinne erano lobate e muscolose, con raggi ampi e membrane sottili. Il cranio era dotato di pochi denti grandi e di fauci molto ampie. Gli esemplari rinvenuti appartengono a due differenti tipi morfologici: quello più grande e robusto annoverava probabilmente gli esemplari femminili, mentre quello più piccolo e snello corrispondeva ai maschi, in base alle analogie con i celacanti attuali.

## Classificazione
Il caridosuctor possedeva la forma di un tipico celacanto, e tra i vari celacanti di Bear Gulch era il più evoluto. In ogni caso, Caridosuctor non può essere ascritto alla famiglia Latimeriidae, che raggruppa i celacanti attuali. Altri celacanti rinvenuti nello stesso giacimento comprendono Allenypterus, Hadronector donbairdi e Polyosteorhynchus.

## Stile di vita
Caridosuctor è uno dei pesci più numerosi di Bear Gulch. Viveva in una baia dall'acqua abbastanza profonda, e si cibava con tutta probabilità di piccoli crostacei, che probabilmente risucchiava nelle ampie fauci (il nome Caridosuctor significa proprio “succhiatore di gamberetti”). Un esemplare di questo pesce è stato ritrovato con un crostaceo paleostomatopode (Tyrannophontes acanthocercus) nella cavità addominale.